# 大林镇 (正阳县)
大林镇，是中华人民共和国河南省驻马店市正阳县下辖的一个乡镇级行政单位。

## 行政区划
大林镇下辖以下地区：
大林社区、江湾社区、沿淮村、十门村、蔡庄村、彭庄村、钱寨村、姚庄村、柏王村、漫塘村、范店村、涂楼村、涂店村、叶庙村、汤庙村、李寨村和冷冢村。